# Tidning för Åmåls stad och Dalsland
Tidning för Åmåls stad och Dalsland var en tidning i Åmål som gavs ut från 9 december 1847 till 27 november 1851. Typografen Karl Johan Fredrik Lidberg hade varit ansvarig utgivare för Åmåls Weckoblad och fortsatte med Tidning för Åmåls stad och Dalsland efter att den förstnämnda tidningen lagts ned 1847. Tidningen trycktes med frakturstil. Tidningen kom ut en gång i veckan torsdagar med 4 sidor. Formatet var litet 32,2x17,8 cm. Prenumerationspriset 2 riksdaler 24 skilling banko. t. o. m. 1850 och 3 riksdaler 24 skilling. riksmynt 1851.
Utgivningsbeviset för tidningen utfärdades för boktryckerikonstförvandten Karl Johan Fredrik Liedberg 3 november 1847 . Årgångarna 1847och 1848 saknas i Kungliga Biblioteket.